# Muzy
Muzy är en kommun i departementet Eure i regionen Normandie i norra Frankrike. Kommunen ligger i kantonen Nonancourt som tillhör arrondissementet Évreux. År 2022 hade Muzy 780 invånare.

## Befolkningsutveckling
Antalet invånare i kommunen Muzy
Referens:INSEE